# Eric Saade
Eric Khaled Saade (pron. svedese: [ˈêːrɪk saˈâːdɛ]; in arabo إريك سعادة‎?, ʾĪrik Saʿāda; Kattarp, 29 ottobre 1990) è un cantante, conduttore televisivo e ballerino svedese.
Dopo aver vinto il Melodifestivalen 2011, ha rappresentato la Svezia all'Eurovision Song Contest 2011, di Düsseldorf, classificandosi 3º nella finale dell'evento.

## Biografia
Nato e cresciuto a Kattarp, (area urbana di Helsingborg, in Svezia) è il secondo di 8 figli, di Walid Saade, cittadino svedese di origini palestinesi-libanesi, e Marlene Jacobsson. Al divorzio dei genitori, nel 1994, rimase a vivere con la madre.
Inizia a scrivere canzoni a 13 anni, firmando il suo primo contratto discografico due anni dopo.
È venuto alla ribalta dopo la vittoria nel concorso musicale svedese Joker.
Ha risentito dell'influenza di cantanti come Michael Jackson, Robbie Williams, Bryan Adams, i Backstreet Boys e Justin Timberlake.

### Carriera musicale

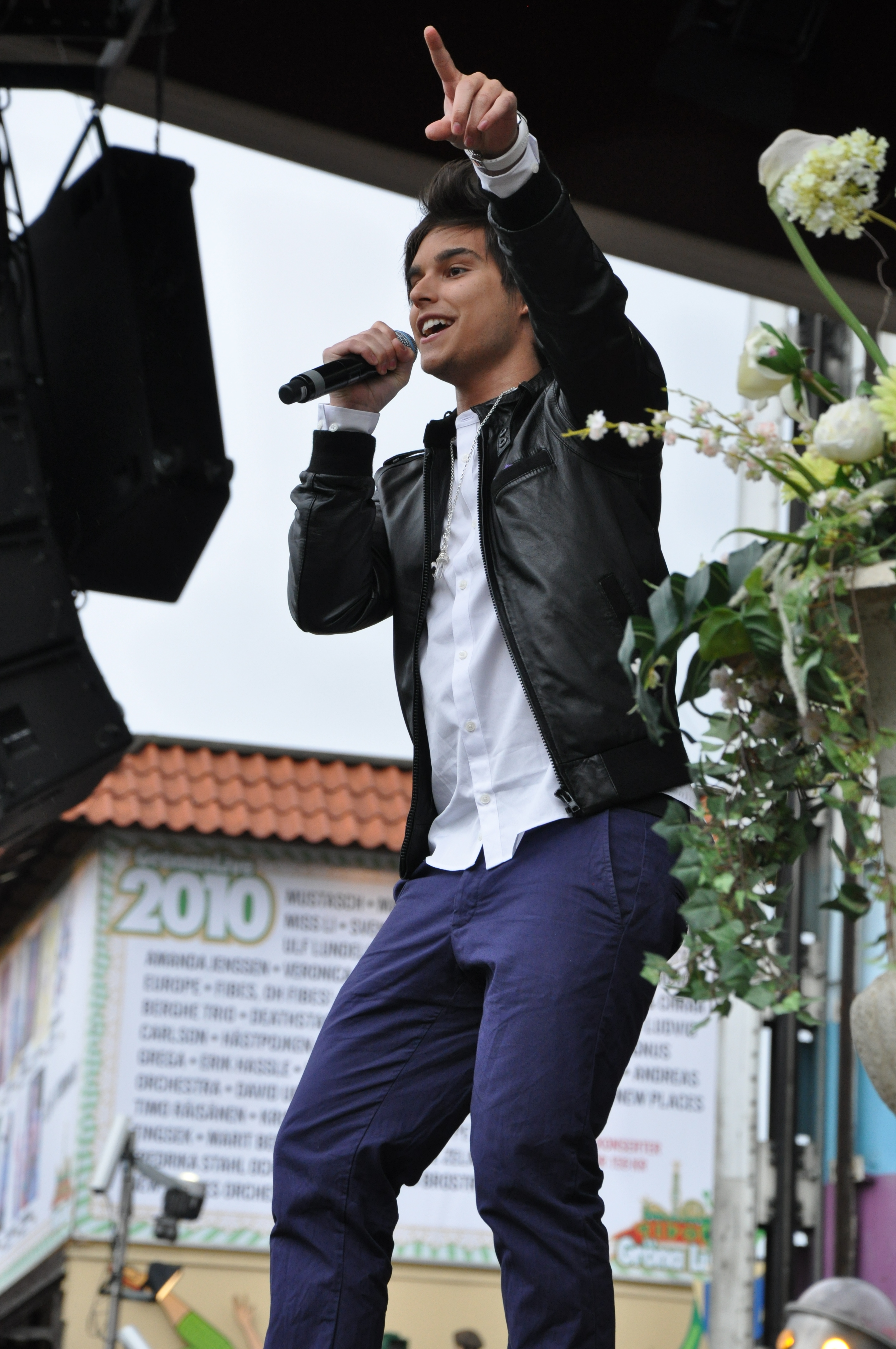
Eric in concerto a Stoccolma

#### Con i What's Up
Nel 2007 ha preso parte ad un concorso per formare una boyband chiamata "What's Up", diventando uno dei 15 candidati scelti per esibirsi all'Ericsson Globe di Stoccolma. Arrivato tra i 4 finalisti conquista la possibilità di far parte di questa nuova boyband con Robin Stjenberg, Ludwig Keijser e Johan Yngvesson.
La band inizia dalla Svezia il suo tour a partire dalla primavera 2008, e lo stesso anno cantano la versione svedese della sigla di Camp Rock
Sempre nel 2008 pubblicano il loro album intitolato In pose e due singoli dal nome Go Girl e If I told you once.
Nel febbraio 2009 Eric lasciò la band per intraprendere la carriera da solista e fu rimpiazzato da Johannes Magnusson.

### Carriera da solista e Eurovision Song Contest

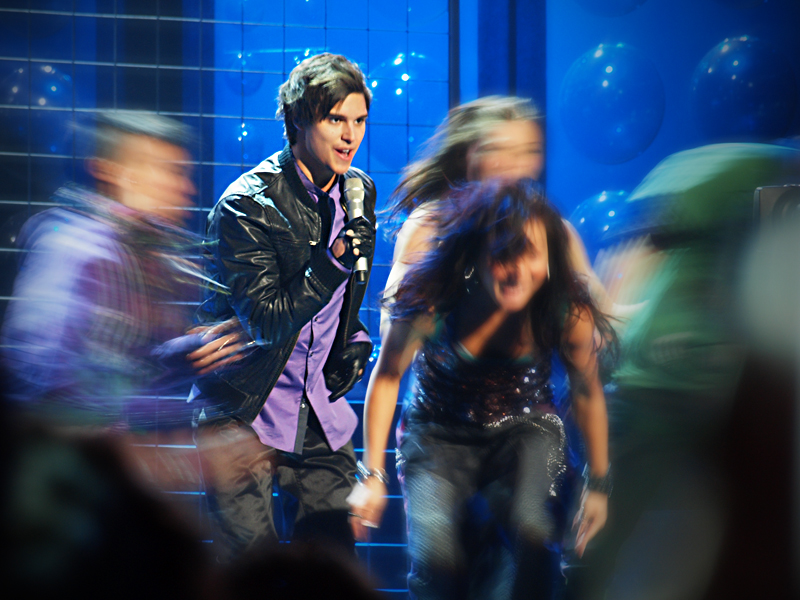
Eric durante l'esibizione al Melodifestivalen 2010

Nell'agosto 2009 firma un contratto con la Roxy Recordings e pubblica nel mese di dicembre il singolo Sleepless, scritto da Friedrik Kempe e Peter Boström.
Nel 2010 partecipa per la prima volta al Melodifestivalen con il singolo Manboy, scritto da Fredrik Kempe (musica e testo) e Peter Boström (musica), con cui si piazza terzo.
Pur non partecipando all'Eurovision Song Contest 2010 presenta i voti della Svezia, facendo parte della giuria svedese. Vince il premio artistico dei Marcel Bezençon Awards (assegnati da SVT).
Il 19 maggio pubblica il suo primo album, Masquerade, che ottiene il disco d'oro in Svezia, mentre nel mese di giugno Manboy raggiunge il disco di platino in Svezia.

Da giugno a settembre organizza il Masquerade Tour, il suo primo tour di concerti come solista.

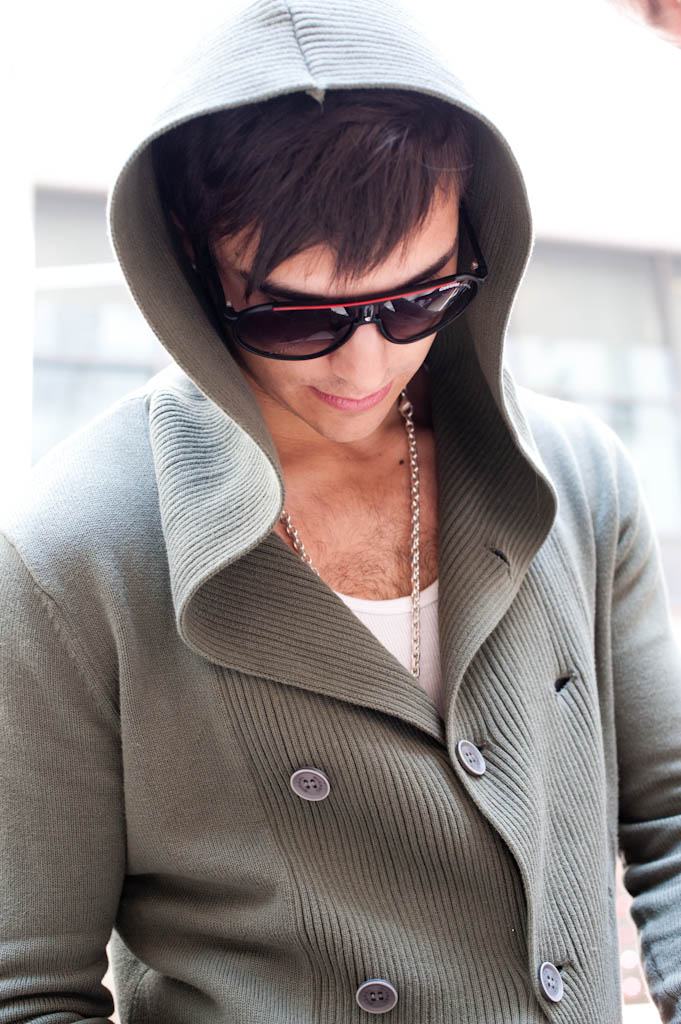
Eric nel 2011

Nel 2011 partecipa nuovamente al Melodifestivalen con il singolo Popular, che vincerà la selezione svedese e si classificherà terzo all'Eurovision Song Contest 2011, sancendo il miglior risultato per la Svezia dal 1999 (prima della vittoria di Loreen nel 2012). Ha vinto anche il Premio della Stampa dei Marcel Bezençon Awards.
Popular, pubblicato in Svezia nel febbraio 2011, raggiunge il doppio disco di platino in Svezia con 40 000 copie vendute.
Il 29 giugno 2011 pubblica Saade Vol. 1, che ottiene il disco d'oro una settimana dopo l'uscita.
Da giugno a novembre prende parte ad un nuovo tour, chiamato Made of Pop Concert.
Nel mese di luglio ha partecipato alla cerimonia inaugurale della Gothia Cup a Göteborg, e il 14 luglio ha cantato per la principessa Vittoria di Svezia e per la famiglia reale svedese.
Il 30 novembre pubblica Saade Vol. 2, contenente il singolo Hotter Than Fire, in collaborazione con la cantante statunitense Dev.

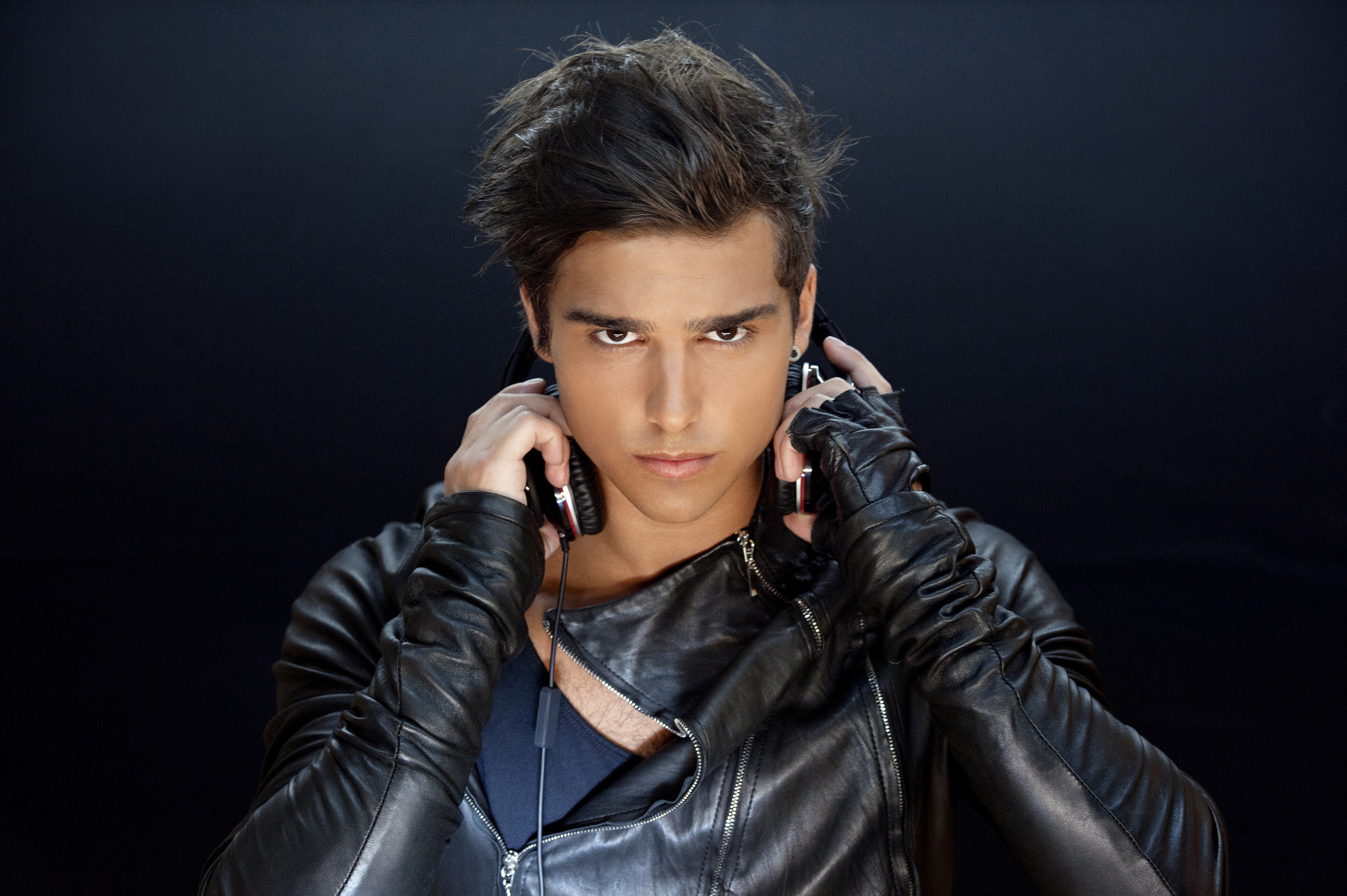
Eric nel 2012

Nel 2012 collabora con la cantante norvegese Tone Damli, rilasciando il singolo Imagine.
Come da tradizione si esibisce al Melodifestivalen 2012 (non come concorrente), cantando Hotter than Fire, mentre Popular (canzone con cui ha vinto l'edizione precedente) sarà cantata in una nuova versione jazz dalla cantante greco-svedese Helena Paparizou.
Nel 2013 rilascia un nuovo album, intitolato Forgive Me.
Durante l'Eurovision Song Contest 2013, ospitato a Malmö, viene scelto come co-conduttore di Petra Mede nella Green Room (dove i concorrenti, dopo essersi esibiti, aspettano i risultati).
Partecipa nuovamente al Melodifestivalen nel 2015, con la canzone Sting, scritta da Sam Arash Fahmi, Fredrik Kempe, Hamed Pirouzpanah e David Kreuger. La canzone si qualifica per la finale, dove si piazza quinto. Nel maggio successivo pubblica il singolo Girl From Sweden.
Il 24 giugno 2016 pubblica l'EP Saade, da cui vengono estratti i singoli Colors e Wide Awake. Nel 2017 pubblica invece il singolo Another Week e partecipa al talent show Så mycket bättre, esperienza da cui viene successivamente tratto l'EP di sole cover Så mycket bättre 2017 – Tolkningarna. Nel 2018 pubblica invece i singoli Så jävla fel e Vill ha mer.
Il 14 giugno 2019 Saade pubblica il singolo Skit för varandra. Nel 2020 l'artista pubblica un album di soli brani in lingua svedese intitolato Det svarta fåret.

## Carriera televisiva
Durante l'estate del 2009 ha presentato, come conduttore, la trasmissione Disney My Camp Rock, un concorso musicale internazionale basato su Camp Rock.
Ha inoltre condotto Julias Stjärnskott, un concorso musicale per giovani.
Nel 2017 ha partecipato al Så Mycket Bättre.
Nel 2019 ha presentato il Melodifestivalen con Sarah Dawn Finer, Kodjo Akolor e Marika Carlsson e lo abbiamo visto anche su Rai1 nella finale dell'ESC, dando i voti della giuria svedese.

## Vita privata
Eric vive a Stoccolma.
Ha avuto una relazione con la cantante svedese Molly Sandén, conclusasi ufficialmente il 9 gennaio 2012.
Dal 2015 è fidanzato con la fashion blogger italo-svedese Nicole Falciani con cui convive.

## Discografia

### Con i What's Up

#### Album
- 2008 - In Pose

#### Singoli
- 2008 - Go Girl
- 2008 - If I Told You Once

### Solista

#### Album

##### Album in studio
- 2010 - Masquerade
- 2011 - Saade Vol. 1
- 2011 - Saade Vol. 2
- 2013 - Forgive Me
- 2017 - Så Mycket Bättre 2017 - Tolkningarna
- 2020 - Det svarta fåret

##### Album dal vivo
- 2012 - Pop Explosion Live

#### EP
- 2013 - Coming Home
- 2016 - Saade

#### Singoli
- 2009 - Sleepless
- 2010 - Manboy
- 2010 - Break of Dawn
- 2010 - Masquerade
- 2011 - Popular
- 2011 - Hearts in the Air (con J-Son)
- 2011 - Hotter Than Fire (con Dev)
- 2012 - Imagine (con Tone Damli)
- 2012 - Marching (In the name of love)
- 2012 - Miss Unknown
- 2014 - Take a Ride
- 2016 - Colors
- 2016 - Wide Awake
- 2016 - Another Week
- 2018 - Så Jävla Fel
- 2018 - Vill
- 2019 - Skit För Varandra
- 2019 - Postcard (con Anis Don Demina)
- 2020 - Glas
- 2021 - Every Minute

#### Singoli Promozionali
- 2010 - It's Gonna Rain
- 2011 - Still Loving It
- 2016 - Wide Awake
- 2018 - Så Jävla Fel
- 2019 - Skit För Varandra
- 2020 - Glas

#### Tour
- 2010 - Masquerade Tour[15]
- 2011 - Made of Pop Tour[16]
- 2012 - Pop Explosion Tour[17]
- 2013 - Coming Home Tour
- 2015 - Saade Stripped Live
- 2018 - Live Eric Saade